# Kamień z Singapuru

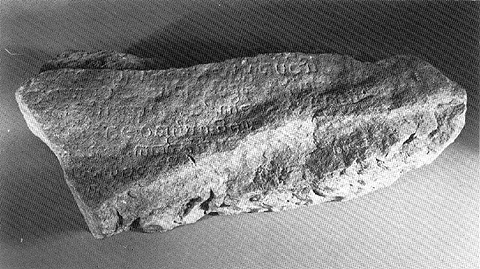
Kamień z Singapuru

Kamień z Singapuru – duży fragment piaskowca, pokrytego nieznanym pismem, który na początku XIX wieku odkryli brytyjscy inżynierowie u ujścia rzeki Singapur. Wiek skały szacuje się najpóźniej na XIII wiek, choć może ona pochodzić z XI lub nawet X wieku n.e. Nieodczytana do dziś inskrypcja zawiera tekst prawdopodobnie w języku starojawajskim albo sanskrycie, a osoba, która ją wykonała, mogła pochodzić z Sumatry.
Obecnie znalezisko jest przechowywane w Singapurskim Muzeum Narodowym i jest przez nie określane jako jeden z dwunastu „skarbów narodowych”.

## Historia

### Odkrycie

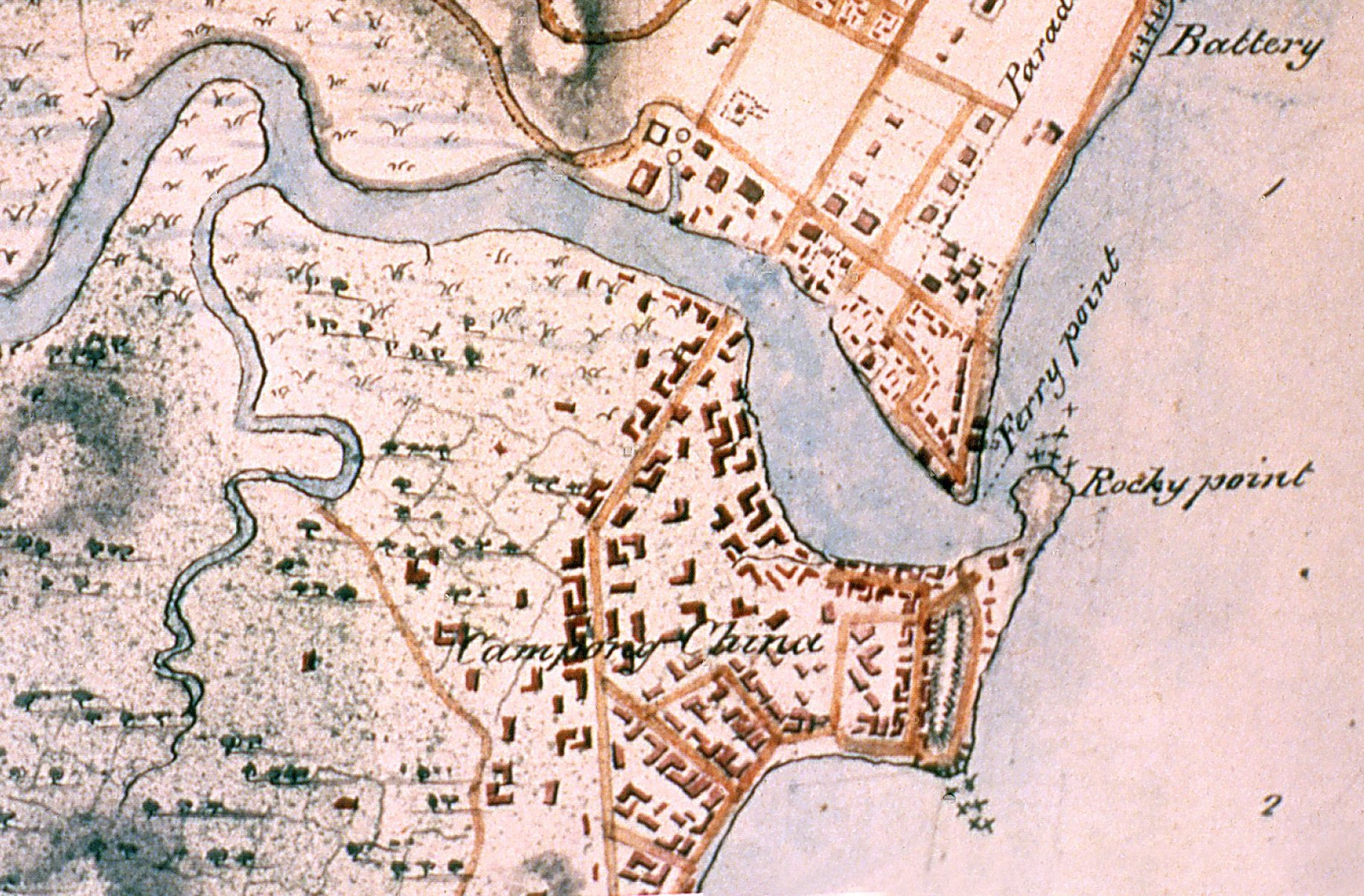
Mapa Singapuru z 1825 roku pokazująca lokalizację kamienia (Rocky Point)

W czerwcu 1819 roku, kilka miesięcy po przybyciu do Singapuru sir Stamforda Rafflesa, robotnicy oczyszczający z drzew południowo-wschodnią stronę rzeki Singapur natrafili na kilkumetrową skałę – piaskowiec pokryty ok. 50 liniami tekstu. Początkowo nazwano ją Rocky Point, ale później nadano jej kilka różnych nazw, m.in. Artillery Point, Fort Fullerton i Master Attendant's Office. Raffles wraz z okolicznymi mieszkańcami usiłował odczytać inskrypcję, jednak bez powodzenia.

### Zniszczenie
W styczniu 1843 roku, na rozkaz kapitana D.H. Stevensona, skała została wysadzona w powietrze, by oczyścić i poszerzyć ujście rzeki Singapur oraz uwolnić miejsce dla rozrastającego się Fortu Fullerton. Podpułkownik James Low złożył petycję w sprawie jej oszczędzenia, lecz nie przyniosła ona rezultatu. Po zniszczeniu skały udał się on nad rzekę, gdzie pozbierał fragmenty z widniejącymi jeszcze napisami. Kilka mniejszych części – z najlepiej czytelnymi inskrypcjami – wysłał do muzeum Royal Asiatic Society w Kalkucie (obecnie Muzeum Indyjskie) do badań. Kiedy wiadomość o zniszczeniu skały dotarła do Bengalu, James Prinsep wysłał zapytanie w tej sprawie do pułkownika Williama Johna Butterwortha, który zabezpieczył pozostałe resztki skały i również wysłał do Royal Asiatic Society.
W 1918 r. Raffles Museum and Library's Committee of Management upomniało się o zwrot fragmentów piaskowca. Royal Asiatic Society zgodziło się je odesłać w zamian za niekreśloną pożyczkę, jednak zwróciło tylko jedną część, która dziś jest znana jako kamień z Singapuru. Archeolog John N. Miksic uważa, że pozostałe fragmenty przypuszczalnie nadal znajdują się w Kalkucie.

## Próby odczytania inskrypcji

### Sir Stamford Raffles
Gdy kamień był jeszcze kompletny, znajdującą się na nim inskrypcję usiłował odczytać sir Stamford Raffles. W 1834 r. kapitan Peter James Begbie w swojej pracy The Malay Peninsula napisał, że na kamieniu znajduje się tekst, ale z powodu łupkowatej i porowatej natury skały jest on nieczytelny. Żeby go odczytać, sir Raffles miał użyć silnego kwasu, co jednak nie przyniosło spodziewanego rezultatu. Uznał jednak, że musi to być hinduskie pismo, ponieważ Hindusi są najstarszą imigrancką nacją na wschodzie, która dotarła na Jawę, Bali i do Syjamu, a ich mieszkańcy się od nich wywodzą.

### William Bland i James Prinsep
W 1837 r. dr William Bland napisał w Journal of the Asiatic Society of Bengal, że często przychodzi badać kamień aby, w miarę możliwości, zachować kilka liter, które mogłyby pomóc w zrozumieniu języka lub ludzi, którzy go napisali.
Z pomocą „zdolnego miejscowego pisarza” i miękkiej formy, podczas każdej wizyty robił na kamieniu odciski liter w celu ich skopiowania. Następnie każdy odciśnięty znak znajdujący się na kamieniu malował bielą ołowianą, żeby był lepiej czytelny. W końcu odkrył, że napis jest widoczny podczas zachodu słońca, gdy promienie świetlne rzucają jego wyraźny cień.
Pomimo niewielkiej ilości pewników dotyczących znaleziska Bland uważał, że inskrypcja na kamieniu została zapisana w starożytnym języku cejlońskim lub w języku pali. James Prinsep potwierdził tę opinię twierdząc, że choć nie może zaryzykować ułożenia żadnego zdania lub choć nawet jednego słowa, to jednak niektóre litery można łatwo uznać za samogłoski. Wyraził też opinię, że celem inskrypcji jest najprawdopodobniej rozszerzenie buddyjskiej wiary.

### Teorie Petera Jamesa Begbie’go
W wydanej w 1834 r. pracy The Malay Peninsula, kapitan Peter James Begbie podjął się próby rzucenia nowego światła na historię kamienia. Odniósł się do XIV-wiecznej opowieści o legendarnym siłaczu zwanym Badang z Malajskich Kronik (1821), które z Sejarah Melayu (1612) przetłumaczył na język angielski, brytyjski orientalista John Leyden. Według tej legendy wyczyny siłacza Badanga dotarły do krainy zwanej Kling (Wybrzeże Koromandelskie). Radża, który nią rządził, postanowił go sprawdzić i skonfrontować ze swoim najlepszym mistrzem Nadi Vijaya Vicramą. Nagrodą dla zwycięzcy miało być siedem statków wypełnionych skarbami. Po kilku wyrównanych próbach, Badang wskazał w końcu na ogromny głaz i zaproponował, by zwycięzcą został ten kto go podniesie. Vicrama wyraził zgodę, jednak z trudem zdołał go unieść jedynie na wysokość kolan, po czym upadł. Z kolei Badang z łatwością podniósł głaz i wrzucił do ujścia rzeki Singapur. Kiedy po latach zmarł, pochowano go właśnie w tym miejscu, a na wieść o jego śmierci radża kazał wysłać dwa kamienne filary i postawić nad jego grobem jako pomnik.
Begbie spekulował, że pomnikiem, o którym wspomina legenda, jest piaskowcowa skała znajdująca się w ujściu rzeki Singapur, a inskrypcja opisuje bohaterskie czyny Badanga. Za radżę krainy Kling uznał Sri Rajah Vicrama panującego w latach 1223–1236. Ponadto w jego opinii napis został wyryty w dawnym dialekcie tamilskim.

### J.W. Laidlay

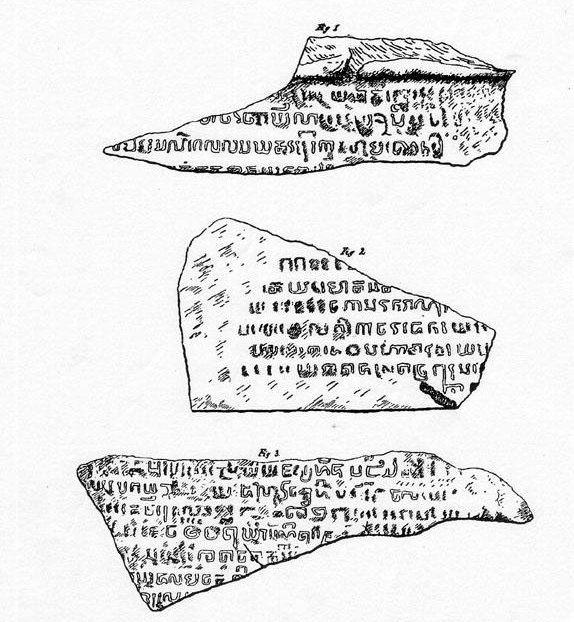
Rysunki trzech fragmentów kamienia, które sporządził Laidlay i opublikował wraz z artykułem w Journal of the Asiatic Society of Bengal (1848). Dolny kamień znajduje się obecnie w Singapurskim Muzeum Narodowym

Gdy fragmenty piaskowca znalazły się w Royal Asiatic Society, ich badaniem zajął się J.W. Laidlay. Udało mu się sporządzić rysunki trzech z nich. Według niego jeden z nich był górną częścią inskrypcji, ale nie znalazł się na litografii Prinsepta, ponieważ był zbyt wytarty. Pozostałych dwóch nie udało mu się utożsamić z żadną częścią rysunku.
Po dłuższych badaniach uznał, że kwadratowy kształt liter wprowadził w błąd Prinsepta, który spekulował, że napis może być w języku pali, choć żadnych podobieństw do tego języka nie było. Nie był też w stanie utożsamić liter z żadnymi syngaleskimi inskrypcjami, ale znalazł identyczne w języku kawi (literackim języku z wysp Jawa, Bali i Lombok bazującym na starojawajskim z wieloma sanskryckimi zapożyczeniami). Zaznaczył, że znając alfabet tego języka mógłby zidentyfikować wszystkie lub prawie wszystkie litery, ale bez wskazówki co do treści tekstu; nie może być ona odczytana bez znajomości samego języka. Podobnie jednak jak kapitan Begbie uważał, że inskrypcja zawiera opis jakiegoś jawajskiego triumfu, zapisanego tam jeszcze przed przejściem Malajów na islam.

### Badania innych uczonych

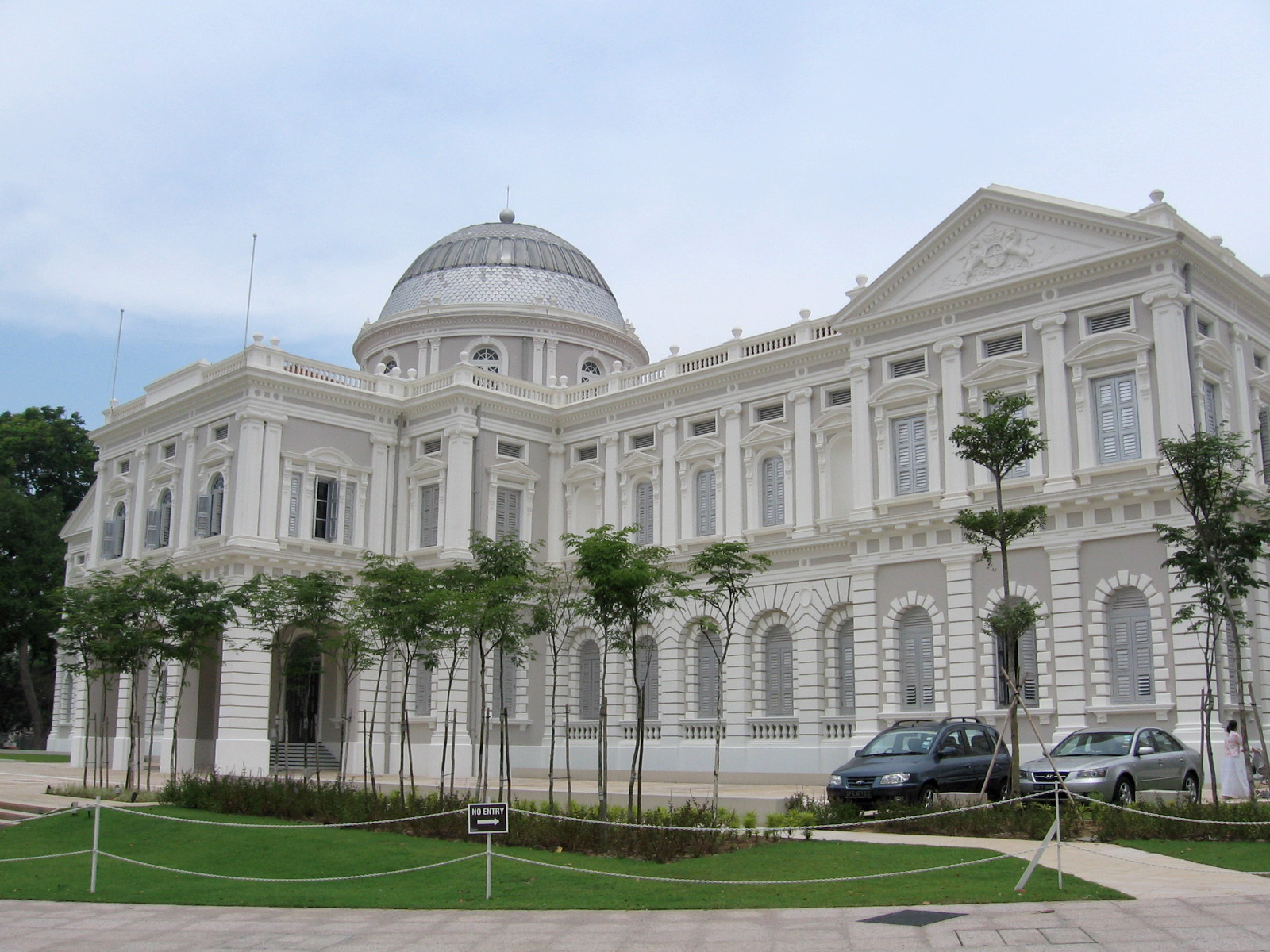
Singapurskie Muzeum Narodowe, w którym przechowywany jest kamień

Pierwsze skuteczne badania piaskowca przeprowadził holenderski epigrafik Johan Hendrik Caspar Kern, który odcyfrował kilka słów, ale nie był w stanie zidentyfikować języka. Datę powstania inskrypcji oszacował na 1230 rok. Z kolei inny Holender N.J. Krom na podstawie rysunków kamienia opublikowanych w 1848 r. uznał, że napis jest podobny do tego używanego w Majapahit i może on pochodzić z okresu nieco wcześniejszego niż 1360 rok.
Inni naukowcy przyjęli różne poglądy w tej sprawie. Doktor J.G. de Casparis, znawca starożytnego indonezyjskiego pisma, wydał wstępny osąd, że styl tekstu wskazuje na X lub XI wiek. Dodał też, że byłby w stanie odszyfrować jedno lub dwa słowa, które wydają się być zapisane w języku starojawajskim. Z kolei dr Boechari, specjalista z Indonezyjskiego Centrum Badań Archeologicznych i wykładowca na Uniwersytecie Indonezyjskim, wyraził opinię, że tekst powstał nie później niż w XII wieku i ma więcej wspólnego z sumatrzańskim niż jawajskim stylem pisma. Zauważył też, że językiem nie może być starojawajski, ponieważ w owym czasie w powszechnym użyciu był sanskryt. Archeolog John Miksic stwierdził, że ponieważ niemożliwe jest ustalenie na podstawie samej epigrafiki, czyja teoria jest bliższa prawdy, to najlepiej przyjąć tezę, że osoba, która zleciła wykonanie inskrypcji, była kulturalnie bliżej Sumatry niż Jawy. Wynika to z tego, że około X wieku językowe wpływy Jawy dotarły do regionu Lampung na południu Sumatry, ale żadnych nie odkryto dalej na północy, gdzie leży Singapur. Uczony uważa również, że szczegółowa analiza fragmentów piaskowca może dostarczyć więcej nowych informacji o wieku inskrypcji albo naturze jego treści, ale sam tekst prawdopodobnie nigdy nie zostanie w pełni odczytany.